# Сан Педро Сула
Сан Педро Сула (на испански: San Pedro Sula) е най-големият град в централноамериканската държава Хондурас. Административен център е на департамент Кортес. Населението му към 2015 г. е оценено на 742 118 жители.

## История
Общата му площ е 136 км². Основан е на 27 юни 1536 от конкистадора Педро де Алварадо.

## Икономика
Сан Педро Сула е индустриалният и банков център на Хондурас. Тук се произвежда 65% от БВП на страната. Има над 20 представителства на международни банки, множество молове и заведения от световни вериги за хранене.

## Престъпност
Сан Педро Сула е най-престъпният град в света. През 2013 г. нивата на престъпност достигат 187 убийства на 100 000 жители. Тези цифри са по-големи от тези на предишния най-престъпен град в света Сиудад Хуарес, Мексико. Градът е също така един от главните центрове за трафик на кокаин в Централна Америка. Именно битките между групите трафиканти на наркотици са причината за многобройните убийства в града.